# Christoph Sätzl
Christoph Sätzl (* 20. Februar 1592 vermutlich in Meersburg, Hochstift Konstanz; † 13. April 1655 in Hall in Tirol) war ein österreichischer Komponist.

## Leben
Nach seinem Studium am Gymnasium von Freiburg im Breisgau arbeitete Sätzl ab 1621 als Kapellmeister am Brixner Dom. Elf Jahre später, im Jahre 1632, wechselte er in gleicher Stellung ans adelige Haller Damenstift. Dort verblieb er bis zu seinem Tod.
Sätzl galt als einer der bedeutendsten musizierenden Komponisten der Haller Hofkapelle. Seine ausschließlich geistlichen Werke erreichten zu seiner Zeit überregionale Bekanntheit.

## Werke
- Ecclesiastici concentus 2-5 v., adjunguntur 2 instr., lib. 1, 1621, Agricola (Bauer)
- Hortus pensilis, qualis apud Babylonios fieri consuevit
- Danieli ad recreandos (26 Gsge. 2-6 v.), 1628, Gäch
- Bethlemistischer Jubel 5 v., 1640, Wagner (Widmung an Stiftsoberin u. Stiftsdamen des Klosters Hall)
- Certamen musicum (20 Mot.), ebda. 1641
- Oesterlicher Jubel 5 u. 6 St., ebda. 1642 (richtig 1641)
- Cantiones genethliacae 5 v., addita Missa 5 v., ebda. 1644
- 9 Missae novae singulis 2-5 v., ebda. 1646 (Widmung an Hippolyt Guarinoni)
- Jubilus Davidicus seu Psalmi 2 et 3 v. mixto Chelium binario modulandi, ebda. 1653
- Missae 4 novae 4 et 5 v., ebda. 1661
- 12 Mot. 3-5 v. in 3 Swkn. v. 1624 u. 1627 (Eitner: Bibliographie der Musik-Sammelwerke; Revue de la Société internationale de Musique)
- daraus »Laudemus Dominum quem laudant« 4 v. et Bc. in Wien, österr. NB, Musik-Slg., Ms. 19423.